# سو سنكلير
سو سنكلير هي كاتِبة وشاعرة كندية، ولدت في 12 نوفمبر 1972.